# Christian Falocchi
Christian Falocchi (ur. 30 stycznia 1997 w Lovere) – włoski lekkoatleta specjalizujący się w skoku wzwyż.
Młodzieżowy wicemistrz Europy z Bydgoszczy (2017), gdzie ustanowił swój rekord życiowy.
Rekordy życiowe: stadion – 2,24 (15 lipca 2017, Bydgoszcz); hala – 2,25 (4 lutego 2017, Ankona).

## Osiągnięcia
| Rok  | Impreza                        | Miejsce   | Lokata            | Wynik |
| ---- | ------------------------------ | --------- | ----------------- | ----- |
| 2017 | Halowe mistrzostwa Europy      | Belgrad   | el. – 13. miejsce | 2,21  |
| 2017 | Młodzieżowe mistrzostwa Europy | Bydgoszcz | 2. miejsce        | 2,24  |
| 2022 | Igrzyska śródziemnomorskie     | Oran      | 8. miejsce        | 2,16  |
| 2022 | Mistrzostwa Europy             | Monachium | el. – 21. miejsce | 2,12  |
| 2023 | Halowe mistrzostwa Europy      | Stambuł   | 6. miejsce        | 2,19  |